# Conseil européen des 15 et 16 mars 2002
Le Conseil des 15 et 16 mars 2002 s'est déroulé à Barcelone. Dans le cadre de sa vision de la Société de l'information, il demande à la Commission européenne de préparer le plan d'action eEurope 2005 qui sera approuvé lors du Conseil européen de Séville.

## Impact sur les régimes de retraite nationaux
Dans les conclusions de la Présidence du Conseil, les États sont encouragés à augmenter l'âge de la retraite de 5 années progressivement avant 2010 : « Il faudrait chercher d'ici 2010 à augmenter progressivement d'environ cinq ans l'âge moyen effectif auquel cesse, dans l'Union européenne, l'activité professionnelle ».

## Sources